# Dedewan Tofish
Dedewan Tofish (* April 1969) ist ein kurdisch-irakischer Offizier der Peschmerga des autonomen Kurdengebietes unter Masud Barzani im Nord-Irak.

## Leben
Dedewan wurde als erstes Kind des Peschmerga Khorshid Tofish und dessen Frau Rana geboren. Sein Vater hatte sich bereits mit 16 den Kämpfern Mustafa Barzanis angeschlossen und kämpfte zum Zeitpunkt von Dadewans Geburt in den Bergen des Nord-Irak für eine Autonomie der kurdisch besiedelten Gebiete. Dadewan wuchs weitgehend ohne seinen Vater auf.
Nachdem der Iran und der Irak 1975 übereinkamen Grenzkonflikte beizulegen, entzog der damalige Schah von Persien den Kurdenmilizen die Unterstützung. In der Folge musste  Dedewan Tofishs Familie aus dem Irak in den Iran fliehen, wo er im Flüchtlingslagern weiter aufwuchs. Mit 16  trat er den wegen des Ersten Golfkrieges wieder vom Iran unterstützen Peschmerga bei. 1988 operierte  Dedewan Tofish als Guerilla-Kämpfer mit einer Einheit in der Nähe der Ortschaft Halabdscha. Er wurde so Zeuge des Massakers an der dortigen Bevölkerung mittels Giftgas. Anfang der 1990er-Jahre zog die Familie  Dedewans in Erbil zusammen. Er heiratete als Offizier der Peschmerga und bekam seinen Sohn Siriyan, der sich später mit 18 auch den Peschmerga anschließen sollte.
2014 kommandiert  Dedewan Tofish als Generalleutnant Einheiten am Frontabschnitt von Chasar gegen Truppen des Islamischen Staates.